# ISO 3166-2:SR
ISO 3166-2:SR est l'entrée pour le Suriname dans l'ISO 3166-2, qui fait partie du standard ISO 3166, publié par l'Organisation internationale de normalisation (ISO), et qui définit des codes pour les noms des principales administration territoriales (e.g. provinces ou États fédérés) pour tous les pays ayant un code ISO 3166-1.

## Districts (10)
Les noms des subdivisions sont listés selon l'usage de la norme ISO 3166-2, publiée par l'agence de maintenance de l'ISO 3166.
```
SR-BR
 
Brokopondo

SR-CM
 
Commewijne

SR-CR
 
Coronie

SR-MA
 
Marowijne

SR-NI
 
Nickerie

SR-PR
 
Para

SR-PM
 
Paramaribo

SR-SA
 
Saramacca

SR-SI
 
Sipaliwini

SR-WA
 
Wanica
```

Historique des changements
- 3 novembre 2014 : Mise à jour de la Liste Source
- 27 novembre 2015 : Mise à jour de la Liste Source